# Französische Badminton-Seniorenmeisterschaft
Französische Badminton-Seniorenmeisterschaften werden seit 2004 ausgetragen. Internationale Titelkämpfe gibt es in Frankreich dagegen schon seit 1909, Titelkämpfe der Erwachsenen seit 1950 und Juniorentitelkämpfe seit 1959.

## Seniorentitelträger Vétérans I
| Saison    | Herreneinzel          | Dameneinzel       | Herrendoppel                    | Damendoppel                              | Mixed                                  |
| --------- | --------------------- | ----------------- | ------------------------------- | ---------------------------------------- | -------------------------------------- |
| 2004 2005 | Nicolas Sené          | Christelle Szynal | nicht ausgetragen               | Christelle Szynal Isabelle Hardouin      | Patrick Perrault Christelle Szynal     |
| 2005 2006 | Jean-Frédéric Massias | Christelle Szynal | Stéphane Renault Nicolas Sené   | Christelle Szynal Marie-Noëlle Lechalupé | Cédric Magne Christelle Szynal         |
| 2006 2007 | Jean-Frédéric Massias | Christelle Szynal | David Cocagne Stéphane Renault  | Christelle Szynal Marie-Noëlle Lechalupé | David Cocagne Karline Gesrel           |
| 2007 2008 | Jean-Frédéric Massias | Sandrine Lefèvre  | Manuel Dubrulle David Mesnacque | Sandrine Lefèvre Elodie Mansuy           | Manuel Dubrulle Marie-Noëlle Lechalupé |
| 2008 2009 | Richard Didier        | Nathalie Cocard   | David Cocagne Bertrand Megie    | Nathalie Cocard Karline Gesrel           | Manuel Dubrulle Christine Dubrulle     |

## Seniorentitelträger Vétérans II
| Saison    | Herreneinzel          | Dameneinzel      | Herrendoppel                         | Damendoppel                        | Mixed                                     |
| --------- | --------------------- | ---------------- | ------------------------------------ | ---------------------------------- | ----------------------------------------- |
| 2003 2004 | Ludovic Nguyen Van    |                  | Catherine Matras                     | Patrick Combes Jean-Michel Edard   | Dominique Phelippon Cécilia Brun          |
| 2004 2005 | Patrick Perrault      | Catherine Matras | Sounthoune Schuller Stéphane Defraye | Catherine Matras Catherine Huchet  | Dominique Phelippon Cécilia Brun          |
| 2005 2006 | Jean-Jacques Bontemps | Corinne Corvée   | James Lai Dinghe To                  | Isabelle Guego Sylviane Mathieu    | Jean-Charles Lempereur Sonia Zembilgotian |
| 2006 2007 | Jean-Jacques Bontemps | Corinne Corvée   | Laurent Soria Christophe Molinier    | Gisèle Maurin Christine Nowakowski | Patrick Combes Nadia Combes               |
| 2007 2008 | Jean-Jacques Bontemps | Lyne Potin       | Thierry Weise Pascal Ronget          | Corinne Corvée Thérèse Jerome      | Christophe Jeanjean Corinne Corvée        |
| 2008 2009 | Cyrille Gombrowicz    | Thérèse Jérôme   | Thierry Weise Pascal Ronget          | Christine Latour Thérèse Jérôme    | Bertrand Megie Christine Nowakowski       |

## Seniorentitelträger Vétérans III
| Saison    | Herreneinzel    | Dameneinzel          | Herrendoppel                  | Damendoppel                         | Mixed                            |
| --------- | --------------- | -------------------- | ----------------------------- | ----------------------------------- | -------------------------------- |
| 2004 2005 | Michel Chanteur | nicht ausgetragen    | nicht ausgetragen             | nicht ausgetragen                   | nicht ausgetragen                |
| 2005 2006 | Tuat Nguyen D   | Laurence Huser       | Florent Brun Thierry Brunel   | Dominique Nicolas Catherine Mainguy | Thierry Brunel Martine Cornier   |
| 2006 2007 | Pascal Mevel    | Christine Nowakowski | Paul Ziegler Joël Godeffroy   | Blandine Ertzscheid Martine Cormier | Henry Alloy Martine Paquet       |
| 2007 2008 | Bengt Mellquist | Christine Nowakowski | Paul Ziegler Van Tuyen Ngo    | Myriam Sonnet Cécilia Brun          | Paul Ziegler Blandine Ertzscheid |
| 2008 2009 | Bengt Mellquist | Christine Nowakowski | Bengt Mellquist Andrew Slidel | Sylviane Poujols Martine Cornier    | Patrick Combes Nadia Combes      |

## Seniorentitelträger Vétérans IV
| Saison    | Herreneinzel       | Dameneinzel       | Herrendoppel                        | Damendoppel                               | Mixed                              |
| --------- | ------------------ | ----------------- | ----------------------------------- | ----------------------------------------- | ---------------------------------- |
| 2004 2005 | Kaneson Sethuraman | nicht ausgetragen | Pierre Prémat Jørgen Schmidt        | nicht ausgetragen                         | nicht ausgetragen                  |
| 2005 2006 | Kaneson Sethuraman | nicht ausgetragen | Pierre Premat Jørgen Schmidt        | nicht ausgetragen                         | nicht ausgetragen                  |
| 2006 2007 | Jacky Linderer     | Hélène Hay        | Jacky Linderer Michel Piolot        | nicht ausgetragen                         | Michel Piolot Dominique Nicolas    |
| 2007 2008 | Jacky Linderer     | Michelle Bontemps | Jean-Luc Playa Jean-Philippe Onimus | Marie-Odile Puype Marjorie Tran Thu Huong | Jean-Yves Bréard Josette Boulanger |
| 2008 2009 | Joël Sochon        | Hélène Hay        | Jacky Linderer Michel Piolot        | Michèle Bontemps Viviane Bonnay           | Jean-Yves Bréard Josette Boulanger |

## Seniorentitelträger Vétérans V
| Saison    | Herreneinzel   | Dameneinzel    | Herrendoppel                 | Damendoppel       | Mixed                             |
| --------- | -------------- | -------------- | ---------------------------- | ----------------- | --------------------------------- |
| 2007 2008 | Pierre Premat  |                | nicht ausgetragen            | nicht ausgetragen | Jacques Le Guen Michelle Bontemps |
| 2008 2009 | Jacky Linderer | Viviane Bonnay | Pierre Premat Jørgen Schmidt | nicht ausgetragen | Jean-Louis Gilbert Viviane Bonnay |